# Somebody Up There Likes Me
Somebody Up There Likes Me is een Amerikaanse film uit 1956 van regisseur Robert Wise met in de hoofdrollen Paul Newman en Pier Angeli.
De film is een geromantiseerde biografie van wereldkampioen middelgewicht boksen Rocky Graziano (1919 - 1990) en is gebaseerd op zijn gelijknamige autobiografie uit 1955.
De film was een succes in de bioscopen en lanceerde definitief de filmcarrière van Paul Newman, die op een zijspoor was gekomen na het floppen van zijn debuutfilm The Silver Chalice. Verschillende acteurs, als Steve McQueen, Dean Jones en Robert Loggia debuteerden in deze film. Bij de Oscaruitreiking van 1957 kreeg de film een Oscar voor Beste Cinematografie en Beste Art direction.

## Verhaal
Rocky Graziano wordt in 1919 als Thomas Rocco Barbella geboren in New York. Zijn vader is bokser en staat bekend als Fighting Nick Bob. Zowel Graziano als zijn broer worden door de vader geslagen en krijgen al jong boksles om zich te kunnen verweren. Dat laatste is zeker nodig in de buurten waar Rocky opgroeit, Brooklyn en Little Italy. Hij staat al snel bekend als het straatschoffie dat praat met zijn vuisten. Al snel is hij een frequente 'gast' van katholieke kinderhuizen, verbeteringsinstituten, en ten slotte de gevangenis.
Na zijn vrijlating wordt hij opgeroepen voor het leger. Rocky kan niet goed omgaan met de legerdiscipline en vlucht weg nadat hij een officier heeft geslagen. Onder de schuilnaam Rocky Graziano gaat hij boksen en hij wint zes gevechten achter elkaar. Het leger weet hem echter te vinden en hij moet een jaar doorbrengen in een barak voor zware gevallen. Na zijn vrijlating gaat hij weer boksen. Een positieve draai in zijn leven ontstaat door zijn ontmoeting met Norma, een vriendin van zijn zuster. Hij wordt verliefd en trouwt met haar. Rocky Graziano besluit zijn leven nu serieus op te pakken en zich niet meer te laten leiden door zijn afkeer voor autoriteit en zijn korte lontje.
Onder de goede invloed van Norma wordt Graziano een ster in het bokserscircuit. Maar zijn grote concurrent, Tony Zale, schakelt hem uit voor de titel. Niet lang daarna wordt Rocky benaderd door een ex-medegevangene. De man chanteert Rocky met zijn gevangenisverleden en eist van hem dat hij een gevecht verliest. Om te voorkomen dat hij zijn volgende gevecht moet verliezen, veinst Rocky een blessure. Als de officier van justitie onderzoek doet naar omkopingspraktijken in de bokswereld wordt ook Rocky opgeroepen. Hij weigert de naam van zijn chanteur te noemen, waarna de boksunie ervoor zorgt dat Rocky zijn vergunning kwijtraakt. Niet alle staten nemen echter de beslissing van de unie over en Rocky kan het in Chicago opnemen tegen Tony Zale. Ditmaal wint Rocky en daarmee de titel, wereldkampioen boksen middengewicht.

## Rolverdeling
| Acteur          | Personage      |
| --------------- | -------------- |
| Paul Newman     | Rocky Graziano |
| Pier Angeli     | Norma Graziano |
| Everett Sloane  | Irving Cohen   |
| Sal Mineo       | Romolo         |
| Harold J. Stone | Nick Barbella  |
| Eileen Hackart  | Ma Barbella    |
| Court Shepard   | Tony Zale      |

## Achtergrond
Hoewel de film het leven van Graziano redelijk waarheidsgetrouw volgt, is er wel een Hollywoodsausje overheen gegaan. De film richt zich met name op de jeugd van Graziano en hoe hij met behulp van zijn vrouw uit het dal klimt en wereldkampioen wordt in 1947. De film eindigt dus als Graziano 28 jaar oud is. Wat niet wordt verteld is dat hij in 1948 in de derde ronde knock out ging tegen Tony Zale en zijn titel verloor. In feite was toen de carrière van Graziano al voorbij.
Hij zou nog een poging doen om in 1952 Sugar Ray Robinson uit te dagen, maar verloor kansloos. Niet lang daarna trok Graziano zich definitief terug. Regisseur Robert Wise laat dus vooral het gevecht zien dat Rocky Graziano met zichzelf voert om uit te stijgen boven zijn harde jeugd en zijn criminele verleden. Daarbij wordt de rol van Graziano's vrouw Norma behoorlijk uitvergroot. Om de - in Hollywood onvermijdelijke - goede afloop in te kunnen passen eindigt de film met zijn overwinning op Zale en niet met zijn definitieve nederlaag in 1952.

## Productie
Aanvankelijk zou James Dean de rol van Rocky Graziano spelen, maar hij overleed aan de gevolgen van een auto-ongeluk voordat de opnames begonnen. De studio zocht een vervanger en Paul Newman werd naar voren geschoven. De studio aarzelde omdat Newman eigenlijk op een zijspoor stond. Zijn debuutfilm The Silver Chalice (1954) was een enorme flop geweest en er was veel kritiek op het spel van Newman. Ook vond men Newman te oud voor de rol. Hij was al 31 jaar en moest een personage spelen in de leeftijd tussen 17 en 27 jaar. Uiteindelijk koos men toch Newman, die nu wel goede kritieken kreeg.
Voor de rol van Norma, die uiteindelijk naar Pier Angeli ging, was aanvankelijk Eva Marie Saint favoriet. Maar zij zag uiteindelijk af van de rol. De rol van Ma Barbella, de moeder van Rocky Graziano, ging naar Eileen Heckart. Dit ondanks het feit dat Heckart slechts zes jaar ouder was dan Newman.
Het was de bedoeling dat de film in technicolor zou worden opgenomen en op locatie in New York. Voordat Wise begon werd afgezien van kleur en nam men de film op in zwart-wit, terwijl werd uitgeweken naar de studio. Regisseur Robert Wise vond de studiodecors echter verschrikkelijk en gebruikte ze enkel voor die scènes die 's nachts spelen. Hij besloot om toch in New York op locatie op te nemen en maakte opnames in Brooklyn en Little Italy in de Lower East Side van Manhattan. Ook filmde hij in Stillman's Gym aan 8th Avenue tussen 54th en 55th Streets in Manhattan.

## Muziek
Het titelnummer "Somebody Up There Likes Me" (1956) werd geschreven door Bronislau Kaper en van tekst voorzien door Sammy Cahn. Het nummer werd gezongen door Perry Como.